# David Farr
David Farr, né le 29 octobre 1969 à Guildford (Royaume-Uni), est un scénariste, producteur et réalisateur britannique.

## Filmographie

### Réalisateur
- 2015 : London House

### Scénariste
- 2011 : Hanna
- 2015 : London House
- 2016 : The Night Manager
- 2017 : Philip K. Dick's Electric Dreams
- 2017 : HHhH
- 2019 : Hanna (TV)
- 2021 : Hanna (TV)

### Producteur
- 2018 : Troie : La Chute d'une cité